# OD-N-Aiwo Hotel
Koordinaten: 0° 32′ 13″ S, 166° 54′ 39″ O
Das OD-N-Aiwo Hotel (auch Oden Aiwo Hotel) ist ein Hotel in Aiwo auf dem pazifischen Inselstaat Nauru; es ist die einzige touristische Unterkunft des Landes neben dem Menen Hotel in Meneng.
Das Hotel ist ein drei- bis vierstöckiger Baukomplex und wird privat betrieben durch eine Nichte des früheren Staatspräsidenten René Harris; außerdem hat sie eine eigene Geflügelfarm. Die Unterkünfte sind spärlich ausgestattet, dafür sehr günstig, was vor allem für so genannte Rucksacktouristen ein Vorteil ist. Die Zimmer beziehungsweise das Hotel verfügen über Klimaanlage, Tee- und Kaffeemaschinen, Kühlschränke, eine Wäscherei, Mietfahrzeuge und einen Taxidienst zum Flughafen. 
Zudem befindet sich im Hotel ein Restaurant, das orientalische, ozeanische und nauruische Spezialitäten anbietet.